# رميد (عمد)

تعديل مصدري - تعديل

رميد هي إحدى قرى  بمديرية عمد التابعة لمحافظة حضرموت، بلغ تعداد سكانها 146 نسمة حسب تعداد اليمن لعام 2004.